# Tuitglas

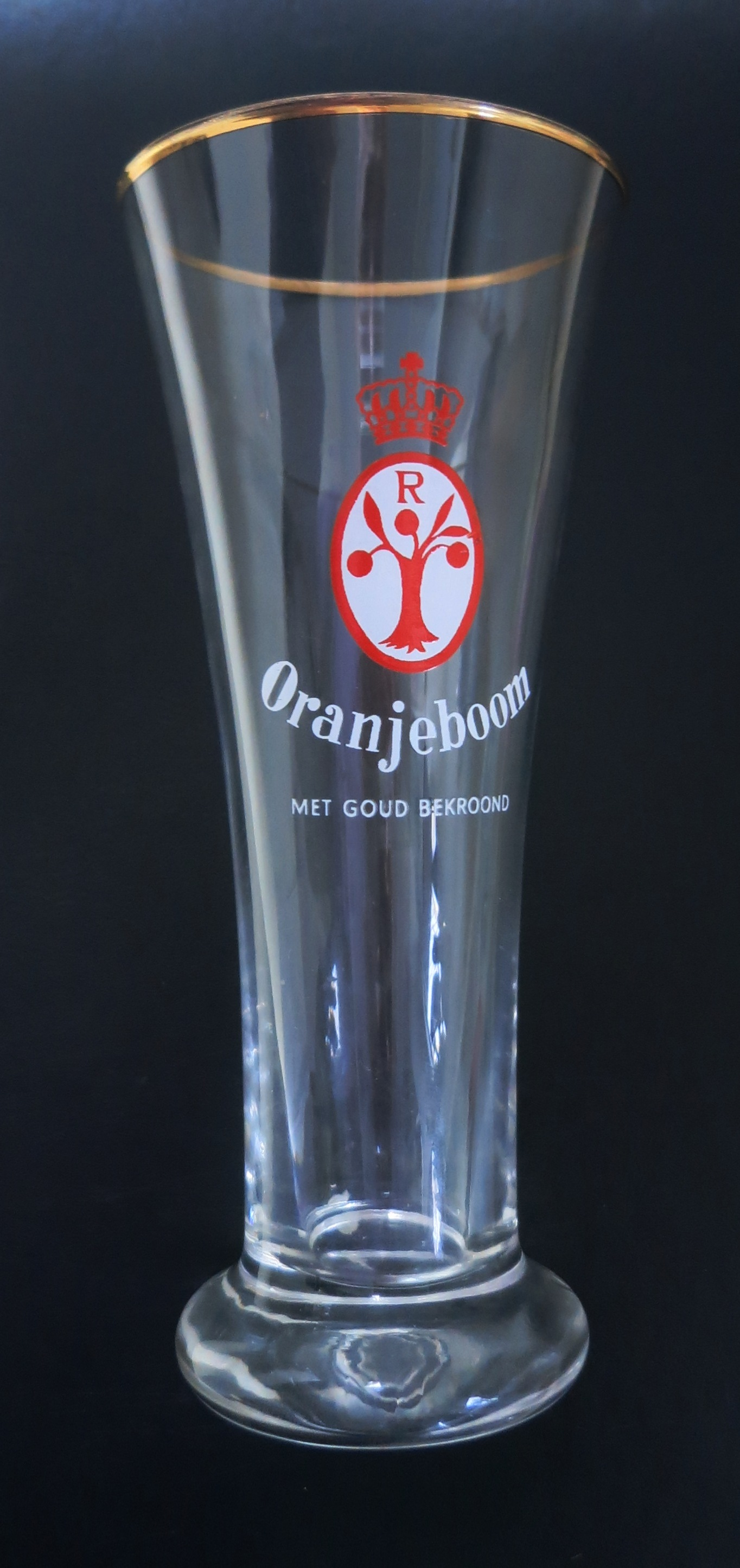
Oranjeboom tuitglas (1958)

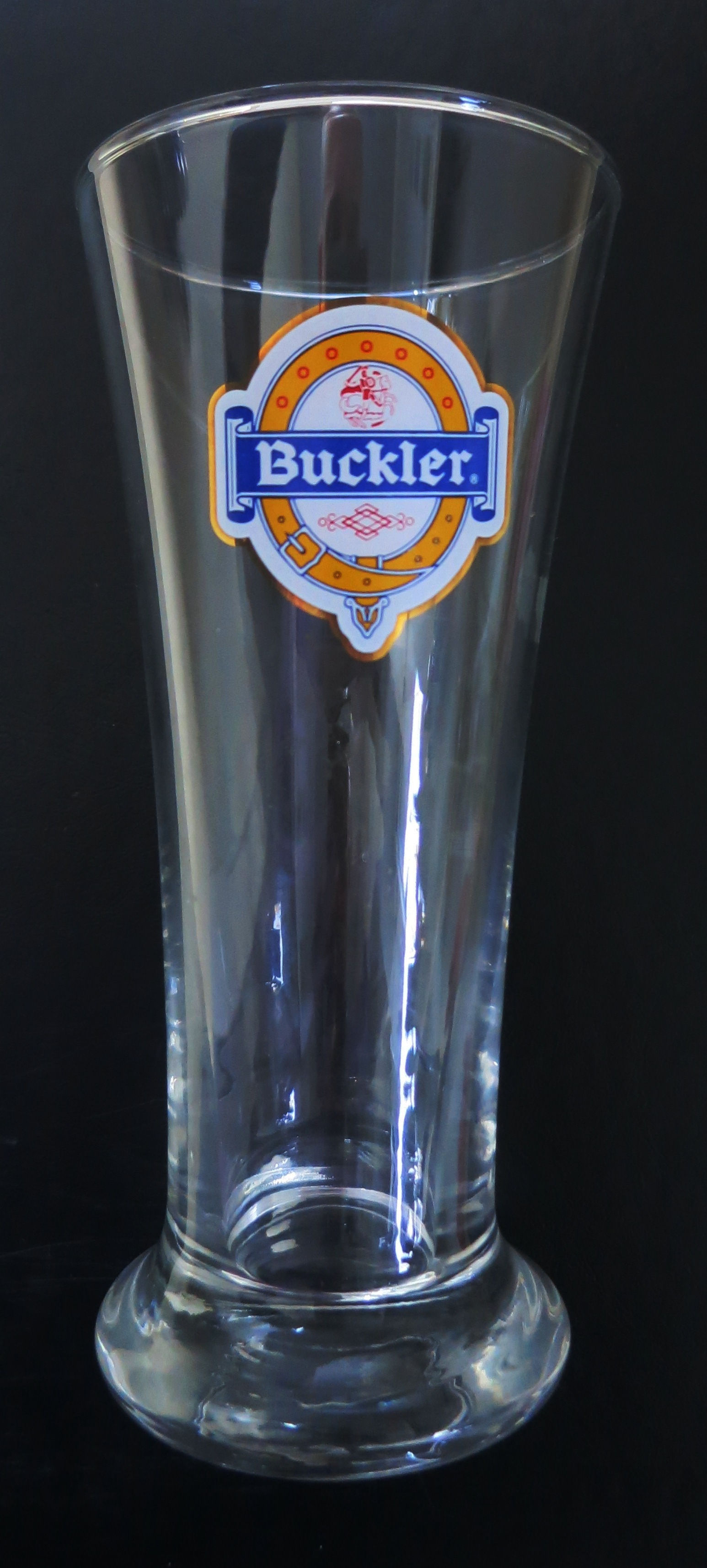
Buckler tuitglas (1988)

Een tuitglas is een hoog tuit- of trechtervormig bierglas op een zwaar, enigszins uitkragend voetstuk. De meeste hedendaagse tuitglazen hebben een strijkmaat van 25 à 30 cl, maar kleinere en grotere inhoudsmaten komen ook voor. Dit model glas is niet gebonden aan een bepaald type bier. Brouwerijen gebruiken het model voor echte doordrinkbieren als pilsener en lager, maar ook voor bieren die vanwege hun complexe aroma wat aandachtiger moeten worden geproefd. Wat tuitglazen voor brouwerijen en horecabedrijven aantrekkelijk maakt is dat ze een relatief grote volume-impressie hebben: veel mensen schatten de inhoud groter in dan die in werkelijkheid is. Een groot nadeel is dat tuitglazen niet stapelbaar zijn.
In essentie is de vorm van het tuitglas afgeleid van het Stangenglas uit de 17e en 18e eeuw, met dien verstande dat dat laatste glas in de regel wat minder tuitvormig was. In Duitsland wordt het tuitglas veelal aangeduid als Bierstange of kortweg Stange.  